# AN/ASQ-228 ATFLIR

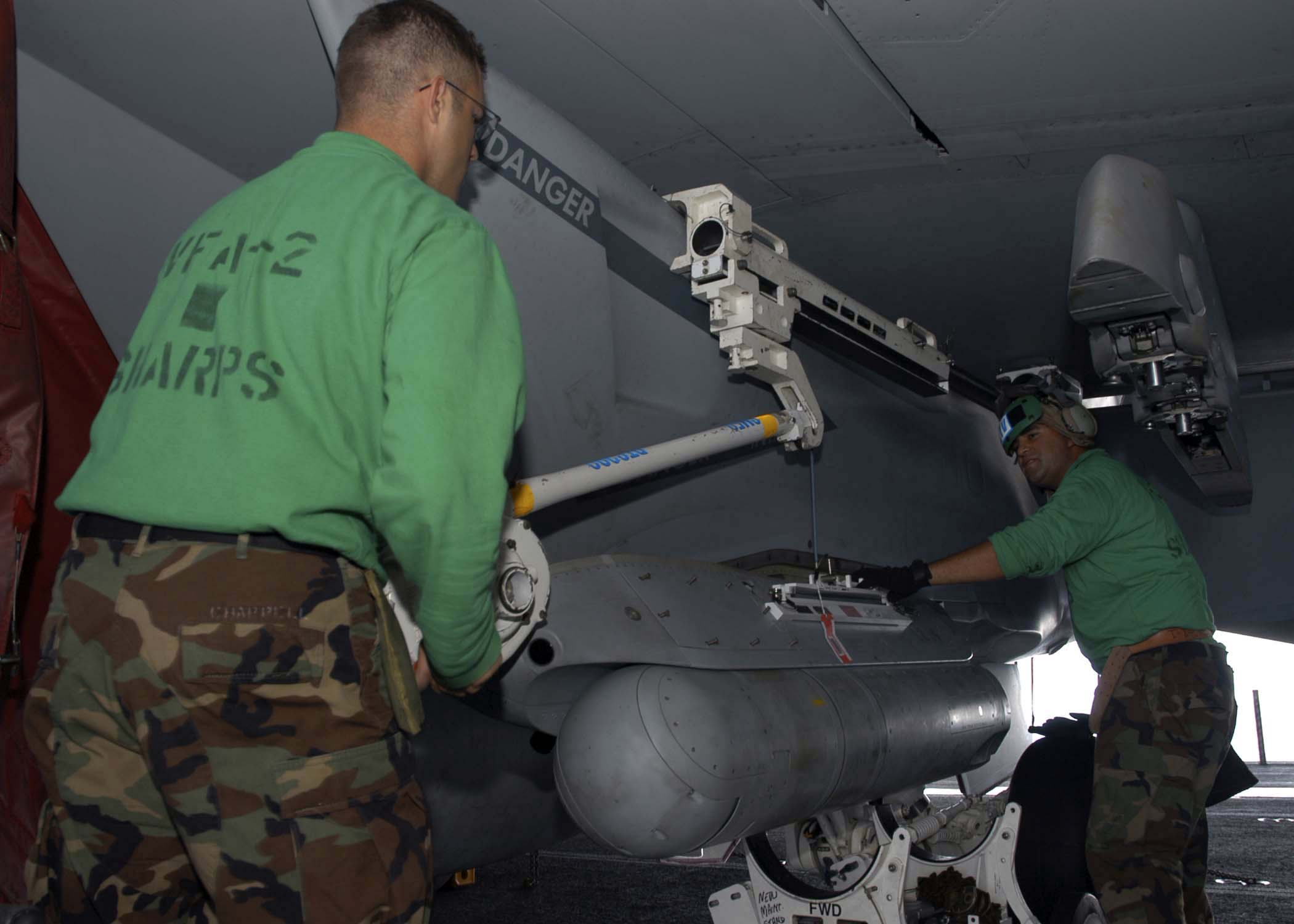
ATFLIR podwieszany do samolotu F/A-18F Super Hornet

AN/ASQ-228 ATFLIR (Advanced Targeting Forward-Looking Infrared) – amerykański zasobnik nawigacyjno-celowniczy firmy Raytheon przystosowany do współdziałania z samolotami McDonnell Douglas F/A-18 Hornet, począwszy od wersji A+.
Zasobnik powstał w 2003 roku i od początku był przeznaczony tylko dla samolotów F-18, związane jest to ze sposobem chłodzenia zasobnika przez powietrze pobierane z upustu ze sprężarki silnika. System został wprowadzony w celu zastąpienia zasobników AN/AAS-38 Nite Hawk, spełnia funkcje nawigacyjne i celownicze, zaopatrzony jest w kamerę światła szczątkowego, laserowy dalmierz/wskaźnik celu, kamerę podczerwoną. Zasobnik o długości 183 cm i średnicy 33 cm, waży 191 kg, może być używany do wysokości 15 000 metrów, zasięg obserwacji to około 75 km. Umożliwia przesyłanie obrazu celów do innych ośrodków dowodzenia, klasyfikowanie i śledzenie celów, oceny skutków ataku (własnego jak i innych samolotów). W samolotach wyposażonych w radar APG-79 umożliwia jednoczesne atakowanie celów powietrznych (pilot) oraz naziemnych (operator uzbrojenia).